# Saint-Pierre-du-Palais
Saint-Pierre-du-Palais ist eine südwestfranzösische Gemeinde mit 335 Einwohnern (Stand: 1. Januar 2022) im Département Charente-Maritime in der Region Nouvelle-Aquitaine (vor 2016 Poitou-Charentes). Die Gemeinde gehört zum Arrondissement Jonzac und zum Kanton Les Trois Monts. Die Einwohner werden Saint-Pierrelais genannt.

## Lage
Saint-Pierre-du-Palais liegt im Süden der Saintonge etwa 50 Kilometer nordöstlich von Bordeaux. Umgeben wird Saint-Pierre-du-Palais von den Nachbargemeinden Montguyon im Nordwesten und Norden, Le Fouilloux im Norden und Nordosten, Saint-Martin-de-Coux im Osten, La Clotte im Süden, Cercoux im Südwesten und Westen sowie Clérac im Westen.

## Bevölkerungsentwicklung
| Jahr                       | 1962 | 1968 | 1975 | 1982 | 1990 | 1999 | 2008 | 2019 |
| Einwohner                  | 347  | 340  | 293  | 286  | 260  | 262  | 293  | 353  |
| Quellen: Cassini und INSEE |      |      |      |      |      |      |      |      |

## Sehenswürdigkeiten
- Kirche Saint-Pierre aus dem 12. Jahrhundert, seit 1949 Monument historique

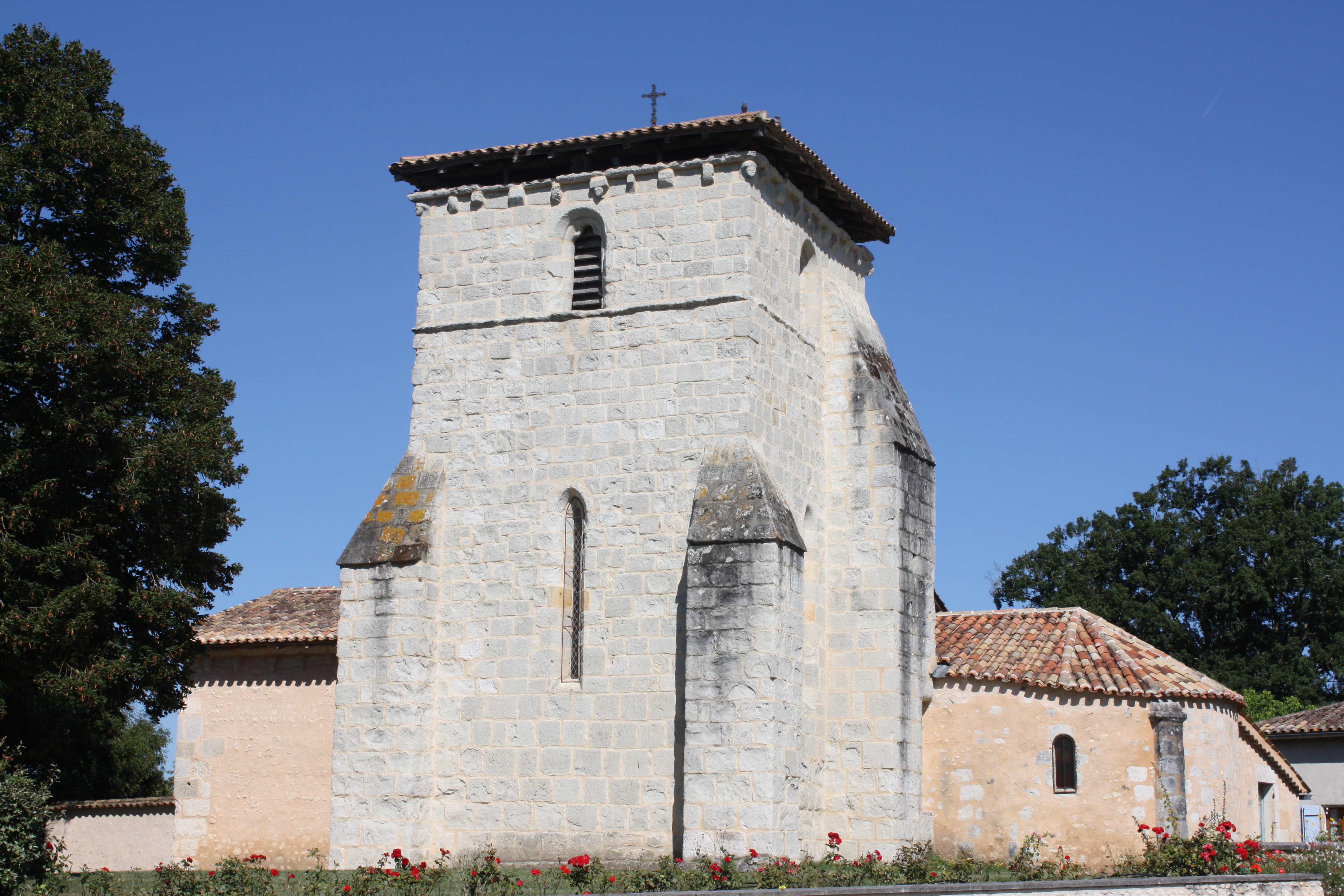
Kirche Saint-Pierre